# Koninklijke Hollandsche Lloyd

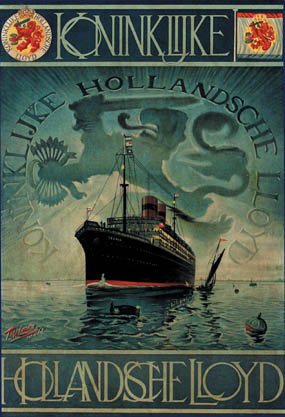
Affiche uit ca. 1913

De Koninklijke Hollandsche Lloyd (KHL) was een Nederlandse rederij gevestigd in Amsterdam die, inclusief veranderingen in naam en structuur, heeft bestaan tussen 1899 en 1981 en hoofdzakelijk diensten onderhield op de oostkust van Zuid-Amerika. In 1981 werd de KHL overgenomen door Nedlloyd.

## Geschiedenis
De formele geschiedenis van de KHL als vennootschap valt in drie perioden uiteen:
- NV Zuid-Amerika Lijn (ZAL), de rechtsvoorganger (1899-1908)
- NV Koninklijke Hollandsche Lloyd (KHL) zelf (1908-1936)
- NV tot voortzetting van den Koninklijken Hollandschen Lloyd (1936-1981), die in het spraakgebruik gewoon als KHL bleef aangeduid

Op 10 juli 1899 werd in Amsterdam de Zuid-Amerika Lijn (ZAL) opgericht. Diverse tegenvallers en zware concurrentie brachten het bedrijf in moeilijkheden. Op initiatief en met steun van de Nederlandsche Handel-Maatschappij werd dit opgelost door een geheel nieuwe, maar financieel sterkere vennootschap te beginnen die alle activiteiten van de Zuid-Amerika Lijn zou overnemen. Dit was de NV Koninklijke Hollandsche Lloyd (KHL), opgericht op 15 januari 1908. Onder de havenwerkers bleef men echter spreken van "de Zuid".

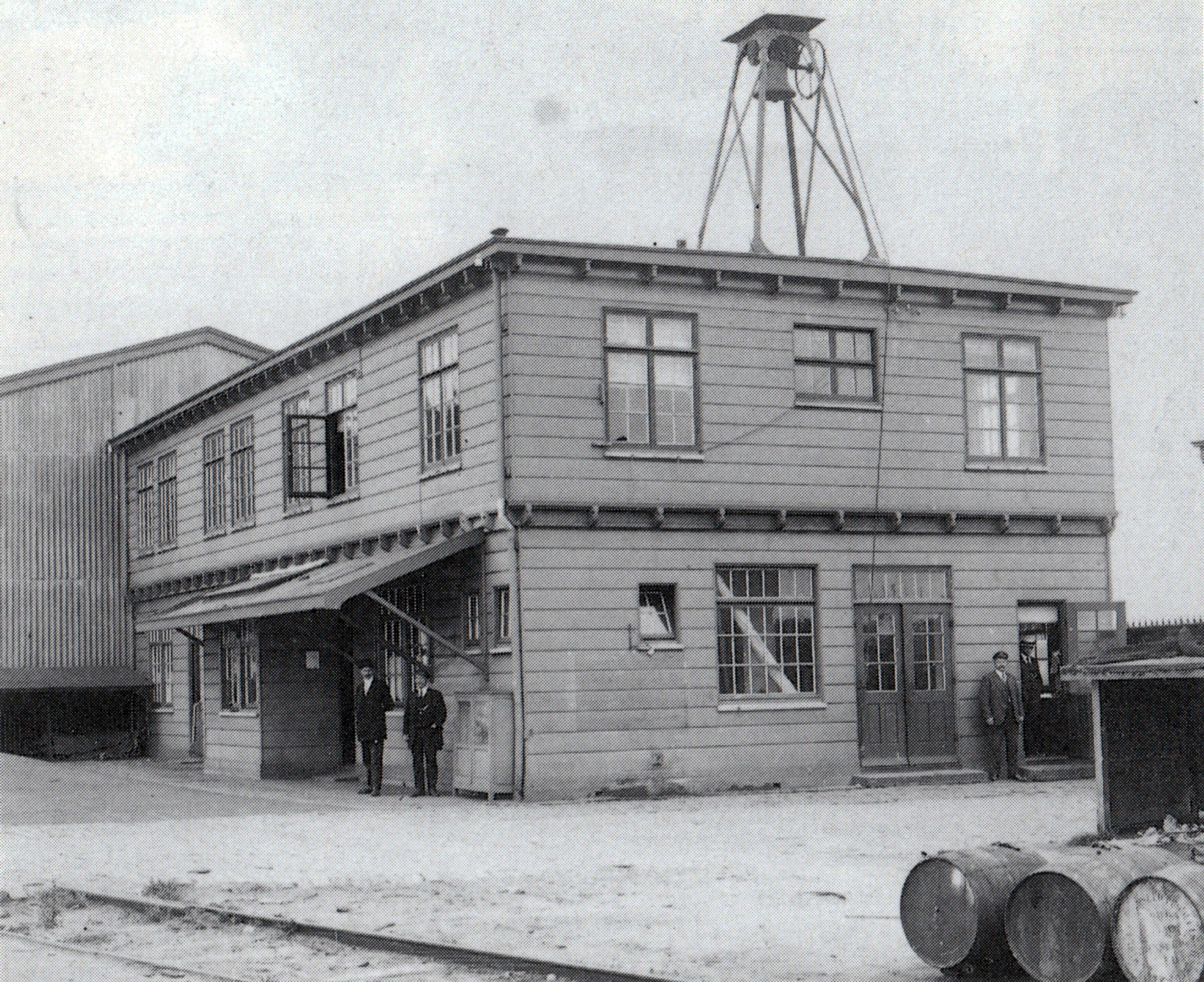
Eerste kantoor aan het Spoorwegbassin (ca. 1910)

De nieuwe rederij was zeer succesvol en het aantal passagiers nam sterk toe. In 1915 werd het oorspronkelijke etablissement van de Zuid-Amerika Lijn aan het Spoorwegbassin (tegenwoordig Sporenburg) ingeruild voor een ruimere locatie aan de Oostelijke Handelskade. Eén van de twee nieuwe havenloodsen aan de 600 meter lange kade was bestemd voor de opslag van huiden en was in het hele havengebied bekend vanwege de weeïge geur. Aan de overkant van de weg verrees in 1918 het markante Lloyd Hotel, bedoeld voor de tijdelijke opvang van landverhuizers. Omstreeks die tijd werd aan dezelfde kade een vijftigtal woningen voor personeel gebouwd.
In de jaren 1930 kreeg ook de KHL het erg moeilijk en op 15 mei 1935 moest surseance van betaling worden aangevraagd. Wederom werd een nieuwe vennootschap in het leven geroepen, nu door Wm. H. Müller & Co te Rotterdam en de Koninklijke Nederlandse Stoomboot-Maatschappij (KNSM) te Amsterdam. Deze vennootschap werd op 30 november 1936 opgericht onder de naam NV tot voortzetting van den Koninklijken Hollandschen Lloyd. De directie van de vennootschap was in handen van Wm.H. Müller & Co.
Op 1 juli 1970 trok Wm.H. Müller & Co zich uit de scheepvaart terug en verkocht men de KHL aan de KNSM, die de maatschappij als een afzonderlijke eenheid binnen het bedrijf liet bestaan.
Als onderdeel van de KNSM werd de KHL in 1981 overgenomen door Nedlloyd. Kantoorpersoneel van het vrachtbureau werd opgesplitst naar kantoren van Ruys & Co. Amsterdam en Rotterdam. Andere afdelingen/personeel werden verplaatst naar Nedlloyd Rotterdam of kregen een afvloeiingsregeling.

## Vaargebied
De KHL richtte zich vrijwel uitsluitend op lijndiensten voor vracht- en passagiersvervoer tussen West-Europa en Zuid-Amerika. Incidenteel werden schepen ingezet op West-Afrika. In de jaren 1930 werd nauw samengewerkt met Norddeutscher Lloyd en Hamburg Süd. De schepen waren herkenbaar aan de uitgang -land in de scheepsnaam. De schepen hadden in Amsterdam de Oostelijke Handelskade als thuisbasis, hier stonden de pakhuizen Argentinië, Uruguay en Brazilië en was de technische en civiele dienst van de rederij gevestigd. Loods Brazilië was gereserveerd voor de geïmporteerde huiden met veel stankoverlast. Aan de overkant van de Oostelijke Handelskade waren nog woningen die eigendom waren van de KHL. De KHL kende ook nog andere laad- en loshavens, waaronder Hamburg, Bremen en Las Palmas. Las Palmas werd aangedaan voor tomatenimport van een Rotterdamse importeur.
De KHL had niet alleen de HSDG als agentschap. Lloyd Brasileiro, Dodero Lines en United States Lines (USL) behoorden eveneens tot de agentschappen. Uit Argentinië werden grote hoeveelheden Exeter cornedbeef van de Londens firma International Packers Ltd. London (IPLL) geïmporteerd en opgeslagen in de loods voor verscheping met de Holland West Africalijn naar onder meer Lagos Accra en Takadori.

## Erfgoed

### Gebouwen
Aan de Oostelijke Handelskade in Amsterdam houden drie gebouwen de herinnering aan de KHL levend, zowel in naamgeving als in architectonische detaillering. Om tegemoet te komen aan het gebrek aan hotelaccommodatie in Amsterdam voor de vele emigranten die de KHL naar Zuid-Amerika vervoerde, liet de rederij aan de zuidzijde van de Oostelijke Handelskade het Lloyd Hotel bouwen, dat in 1921 in gebruik werd genomen. De tegeltableaus met ankers en leeuwen, het gedetailleerde stucwerk, de visgraat eiken parketvloeren, de lambrisering en de gietijzeren radiatoren geven een getrouw beeld van hoe het er vroeger uit heeft gezien. Iets minder prestigieus zijn het naastgelegen in 1917 in eclectische stijl gebouwde Koffiehuis van de KHL, het Ontsmettingsgebouw en twee eerder genoemde woonblokken. Al deze gebouwen zijn rijksmonumenten.
Verdwenen is het hoofdkantoor van de KHL, gelegen aan de oneven kant van de Oostelijke Handelskade aan de IJhaven. Het werd omstreeks 1920 gebouwd in een robuuste, betonnen(?) variant van de Amsterdamse School en in 1972, samen met een aansluitende loods, gesloopt. Het kantoor bezat een trapsgewijs oplopende klokkentoren. Naast het gebouw bevond zich de ingang tot het haventerrein, afgesloten door een hekwerk en twee portiersloges. De hekpijlers werden bekroond met sculpturen van Hildo Krop, havenwerkers voorstellend. Deze twee beeldhouwwerken, alsmede twee andere die van hetzelfde complex afkomstig zouden zijn, zijn bewaard gebleven. Ze bevinden zich sinds 1998 bij de entree van Loods 6, een gebouw van concurrent KNSM op het KNSM-eiland.
Toen in 1913 zes Amsterdamse rederijen besloten een gezamenlijk kantoorgebouw te laten bouwen, het in 1916 gereedgekomen Scheepvaarthuis, besloot de KHL hier niet in deel te nemen. Men liet een eigen kantoorgebouw neerzetten op de hoek van de Prins Hendrikkade en de Martelaarsgracht. In 1920 kon men het imposante kantoorpand betrekken. Vanwege de tegenvallende resultaten was men echter al in 1922 genoodzaakt het pand te verlaten en de kantoren over te brengen naar de Oostelijke Handelskade. Het gebouw staat desalniettemin bekend als Lloyd-gebouw.

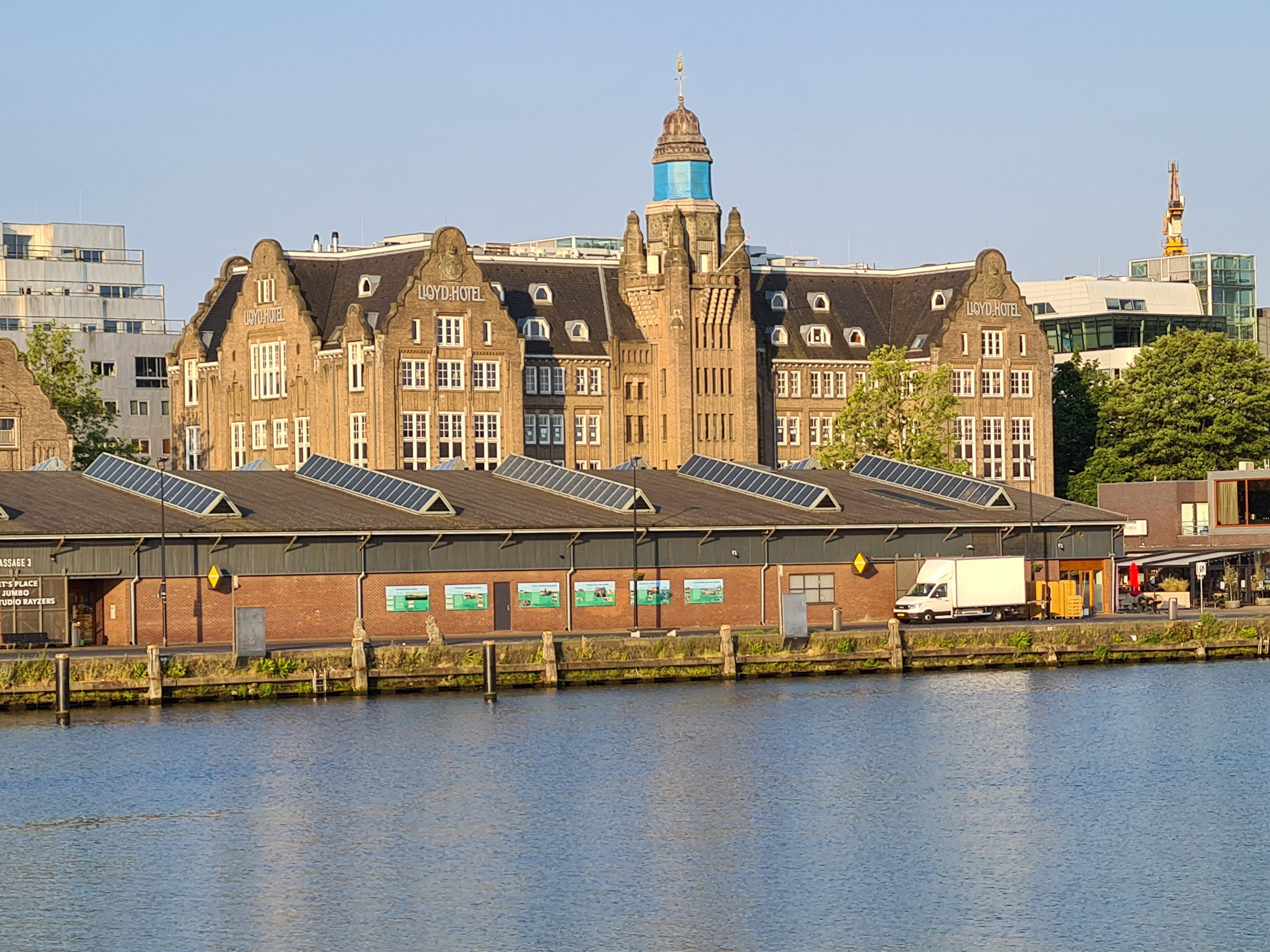
Lloyd Hotel
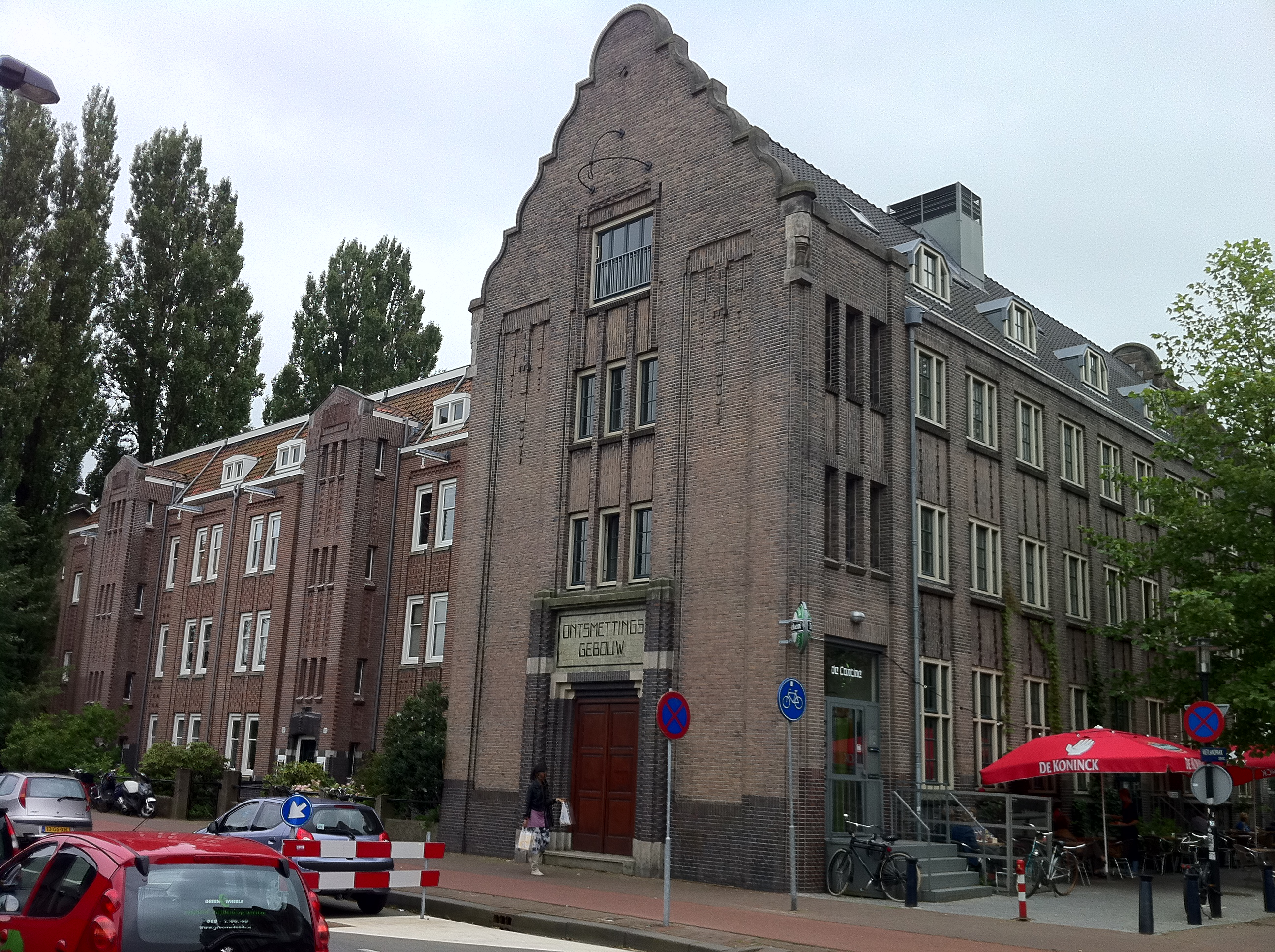
Ontsmettingsgebouw
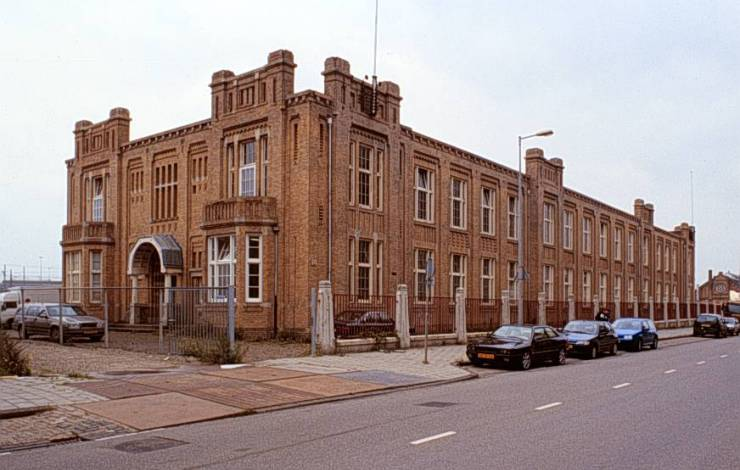
KHL administratiegebouw
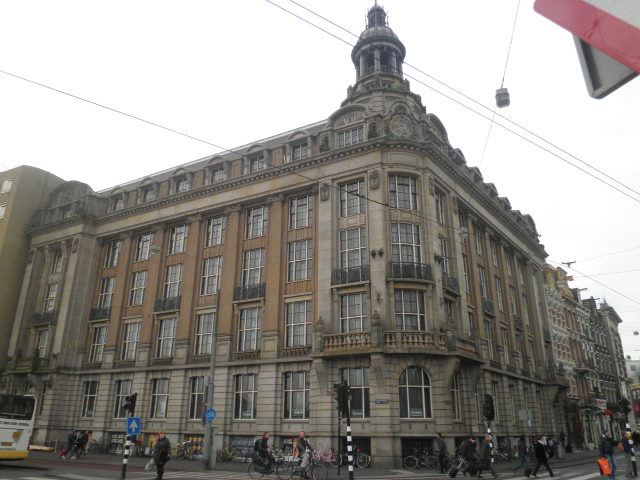
Vm. Lloyd-gebouw, hoek Prins Hendrikkade - Martelaarsgracht

### Schepen
Het is niet bekend of er nog schepen bestaan die voor KHL hebben gevaren. Namen van passagiersschepen waren verlatijnste Nederlandse provincienamen of namen van landstreken: Hollandia (1909-1922), Frisia (1909-1922), Zeelandia (1910-1935), Gelria (1913-1935), Tubantia (1914-1916), Brabantia (1920-1922), Limburgia (1920-1922) en Orania (1922-1934). De namen van vrachtschepen eindigden op -land: Amstelland (1900-1917), Drechterland (1911-1933), Westland (1938-1963), Montferland (1956-1973) en Zaanland (1957-1972).